# Blue Bird
«Blue bird» (traducido al español «Pájaro Azul») es el sencillo n.º 40 de la cantante Ayumi Hamasaki, lanzado el 21 de junio del año 2006 bajo el sello Avex Trax.

## Información
Bastante especulaciones existieron acerca de este sencillo. Inicialmente ya había sido confirmado que sería un sencillo de tres caras A (como sus anteriores A y H, y también &), pero finalmente la información fue cambiada por un sencillo de una sola cara, y un enviado fue publicado en el sitio oficial de la señorita Hamasaki pidiendo disculpas por haber enviado la información tan anticipada, ya que varios sitios de compras en línea ya tenían fijado que sería un sencillo de tres caras. Avex pidió disculpas a los fanes de la cantante que esperaban el tercer sencillo de tres caras de la artista (después de A en 1999, H en 2002 y & en el 2003), pero que no pierdan esperanzas para este sencillo tampoco.
Sin embargo, el sencillo igual cuenta con tres canciones distintas, pero BLUE BIRD es la cara principal, compuesta por Dai Nagao, exmiembro de Do As Infinity quién trabaja con ella desde 1999. Las letras de todas las canciones del sencillo fueron escritas por Ayumi Hamasaki. La canción fue utilizada en comerciales de kiwis para la empresa Zespri; el lado b del sencillo, Beautiful Fighters y también una versión alternativa de la canción del álbum anterior de la cantante (miss)understood llamada Ladies Night ~another night~ fueron incluidas dentro de comerciales para promocionar productos de la empresa Panasonic, que utiliza a Ayumi como rostro desde hace ya 4 años. 
El sencillo es el primero en ser lanzados en tres versiones y con dos ediciones CD+DVD, cada conteniendo material ligeramente diferente, que en este caso son las imágenes de detrás de cámara de las grabaciones de los dos videos que fueron hechos para este sencillo, que se encuentran incluidos en distintas versiones. Las tres distintas versiones tienen portadas ligeramente diferentes también, ya que utilizan 3 enfoques distintos para la misma imagen.

## Canciones

### CD (versión A, B, C)
1. «BLUE BIRD»
2. «Beautiful Fighters»
3. «Ladies Night» ~another night~
4. «BLUE BIRD» (Harderground remix)
5. «BLUE BIRD» (Instrumental)
6. «Beautiful Fighters» (Instrumental)

### DVD (versión A)
1. «BLUE BIRD» (videoclip)
2. «Beautiful Fighters» (videoclip)
3. «BLUE BIRD» (making clip)

### DVD (versión B)
1. «BLUE BIRD» (videoclip)
2. «Beautiful Fighters» (videoclip)
3. «Beautiful Fighters» (making clip)

## Posicionamiento
Posición del sencillo en Oricon.
| Lanzamiento          | Lista                      | Posición Peak | Ventas  | Semanas |
| -------------------- | -------------------------- | ------------- | ------- | ------- |
| 21 de junio del 2006 | Oricon Weekly Single Chart | #1            | 258 566 | 12      |

- Datos: Q2071888